# Монтови-Великі
Монтови-Великі (пол. Mątowy Wielkie) — село в Польщі, у гміні Мілорадз Мальборського повіту Поморського воєводства.
Населення — 314 осіб (2011).
У 1975-1998 роках село належало до Ельблонзького воєводства.
У Монтови-Великі народилася відлюдниця і містичка Доротея Монтовська. 

## Демографія
Демографічна структура станом на 31 березня 2011 року:
|          | Загалом | Допрацездатний вік | Працездатний вік | Постпрацездатний вік |
| -------- | ------- | ------------------ | ---------------- | -------------------- |
| Чоловіки | 158     | 38                 | 109              | 11                   |
| Жінки    | 156     | 41                 | 90               | 25                   |
| Разом    | 314     | 79                 | 199              | 36                   |